# 5765 (ano hebraico)
5765 (hebraico: ה'תשס"ה) foi um ano hebraico correspondente ao período após o pôr do sol de 15 de setembro de 2004 até ao pôr do sol de 3 de outubro de 2005 do calendário gregoriano.
| Mês judaico | Calendário gregoriano                                                                   |
| ----------- | --------------------------------------------------------------------------------------- |
| Tishrei     | após o pôr do sol de 15 de setembro de 2004 até ao pôr do sol de 15 de outubro de 2004  |
| Cheshvan    | após o pôr do sol de 15 de outubro de 2004 até ao pôr do sol de 13 de novembro de 2004  |
| Kislev      | após o pôr do sol de 13 de novembro de 2004 até ao pôr do sol de 12 de dezembro de 2004 |
| Tevet       | após o pôr do sol de 12 de dezembro de 2004 até ao pôr do sol de 10 de janeiro de 2005  |
| Shevat      | após o pôr do sol de 10 de janeiro de 2005 até ao pôr do sol de 9 de fevereiro de 2005  |
| Adar I      | após o pôr do sol de 9 de fevereiro de 2005 até ao pôr do sol de 11 de março de 2005    |
| Adar II     | após o pôr do sol de 11 de março de 2005 até ao pôr do sol de 9 de abril de 2005        |
| Nissan      | após o pôr do sol de 9 de abril de 2005 até ao pôr do sol de 9 de maio de 2005          |
| Iyyar       | após o pôr do sol de 9 de maio de 2005 até ao pôr do sol de 7 de junho de 2005          |
| Sivan       | após o pôr do sol de 7 de junho de 2005 até ao pôr do sol de 7 de julho de 2005         |
| Tammuz      | após o pôr do sol de 7 de julho de 2005 até ao pôr do sol de 5 de agosto de 2005        |
| Av          | após o pôr do sol de 5 de agosto de 2005 até ao pôr do sol de 4 de setembro de 2005     |
| Elul        | após o pôr do sol de 4 de setembro de 2005 até ao pôr do sol de 3 de outubro de 2005    |

## Dados sobre 5765
- Ano embolístico incompleto (chaserah): 383 dias
- Cheshvan e Kislev com 29 dias
- Ciclo solar: 25º ano do 206º ciclo
- Ciclo lunar: 8º ano do 304º ciclo
- Ciclo Shmita: 4º ano
- Ma'aser Sheni (dízimo para Jerusalém)

## Fatos históricos
- 1935º ano da destruição do Segundo Templo
- 57º ano do estabelecimento do Estado de Israel
- 38º ano da libertação de Jerusalém